# Christian Franzen
Christian Franzen y Nisser o Nissen (Fjolde actual Viöl, ducado de Schleswig, 18 de diciembre de 1863 - Madrid, 17 de septiembre de 1923) fue un fotógrafo danés activo en Madrid, España.

## Biografía
Nacido en 1863 en el ducado de Schleswig, por entonces parte de Dinamarca, desarrolló su labor fotográfica en Madrid; llamado «fotógrafo de reyes y rey de los fotógrafos», fue el primero en realizar en España fotografías al magnesio y a lo largo de su vida fotografió a casi toda la nobleza española de la corte de Alfonso XIII.
Franzen fue uno de los fotógrafos preferidos de la Familia Real y de la aristocracia. Son famosos sus retratos del rey Alfonso XIII, de su esposa la reina Victoria Eugenia y de la regente María Cristina de Habsburgo-Lorena, de quien se afirma que profesaba cierto afecto al fotógrafo.
Desde 1901 tuvo su estudio en el número 11 de la calle del Príncipe de Madrid.
Colaboró con la revista Blanco y Negro, donde ilustra tres de sus secciones: "Estudios fisonómicos", "Madrid de Noche" y "Fotografías íntimas".
Su labor fotográfica se desarrolla también dentro de los salones de la aristocracia madrileña, donde se reunían las figuras más importantes de la sociedad económica y cultural. 
Realiza las ilustraciones del libro Salones de Madrid.
Su obra como retratista incluye a periodistas, a políticos como Sagasta, a escritores como Concha Espina y Emilia Pardo Bazán y a pintores como Sorolla, a quien retrató en su estudio madrileño.
Estuvo encargado del cónsul de Dinamarca en España hasta su muerte.
Falleció en Madrid en 1923.

## Obra fotográfica

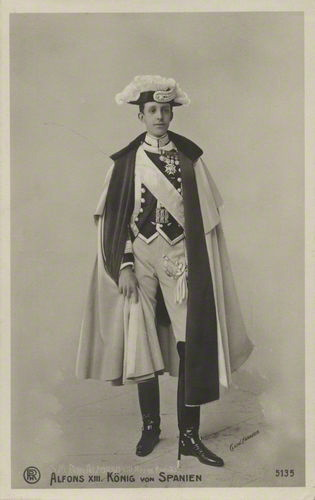
Alfonso XIII
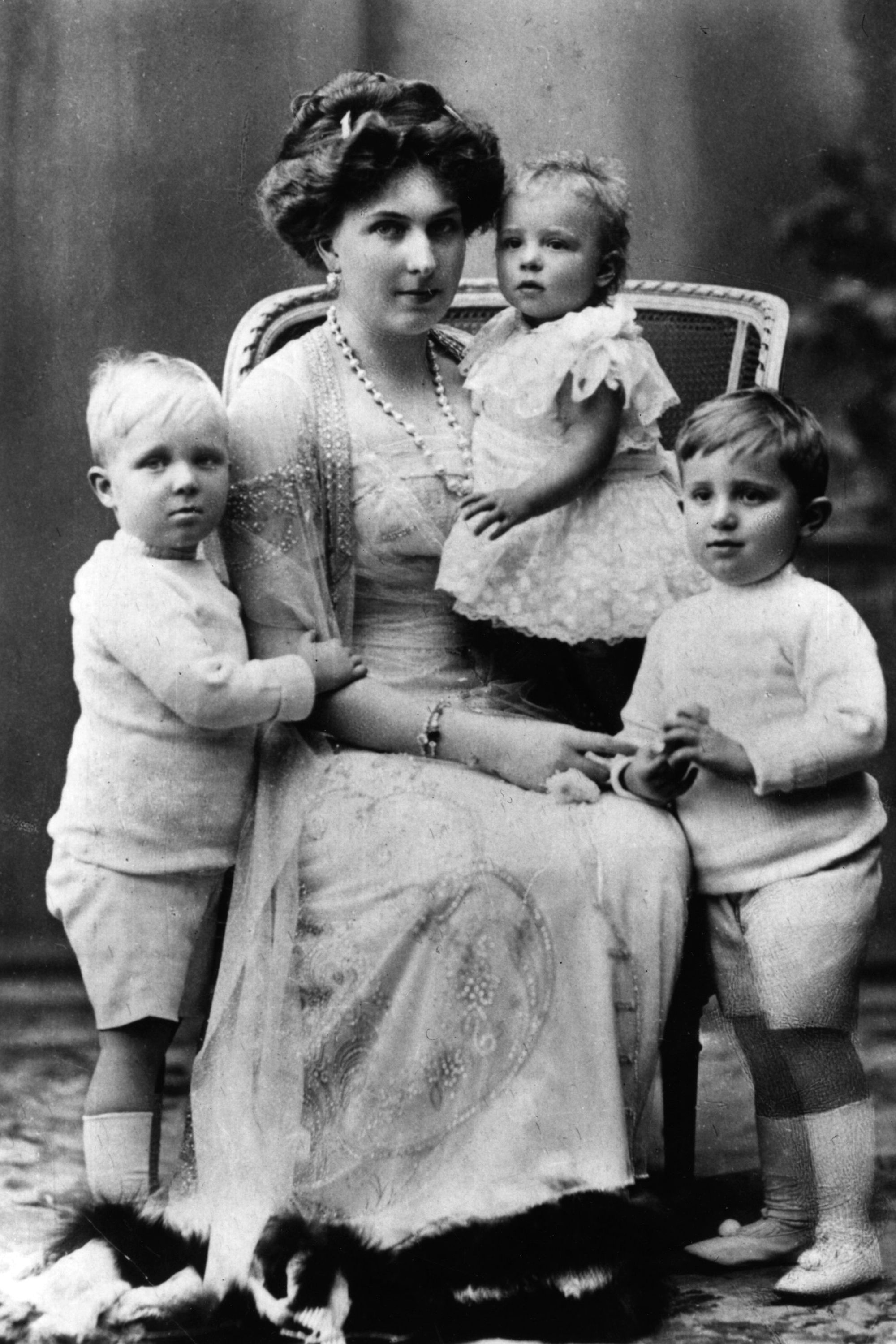
La reina Victoria Eugenia
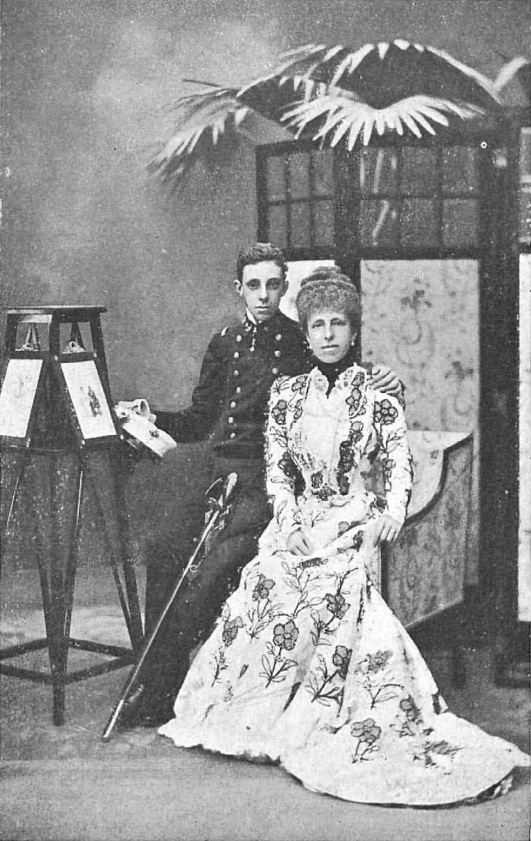
María Cristina de Habsburgo-Lorena y Alfonso XIII.
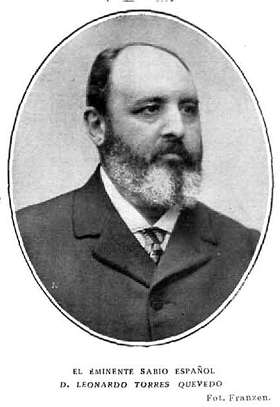
Leonardo Torres Quevedo
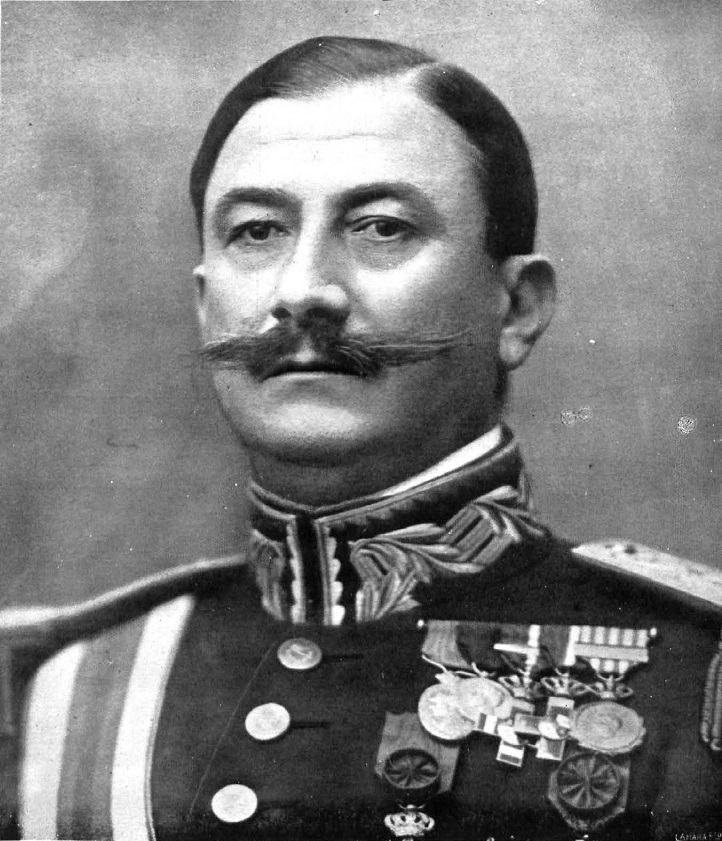
Dámaso Berenguer
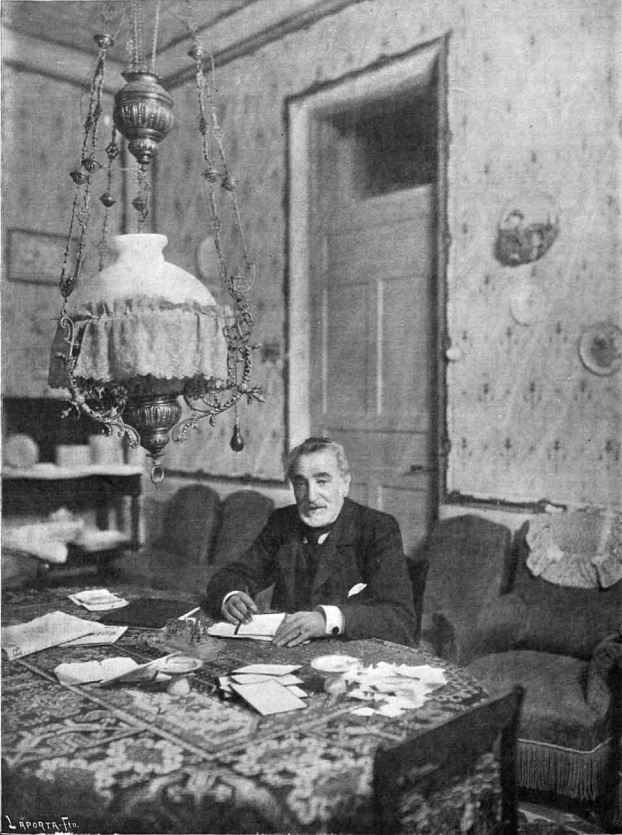
Práxedes Mateo Sagasta en su casa de Ávila
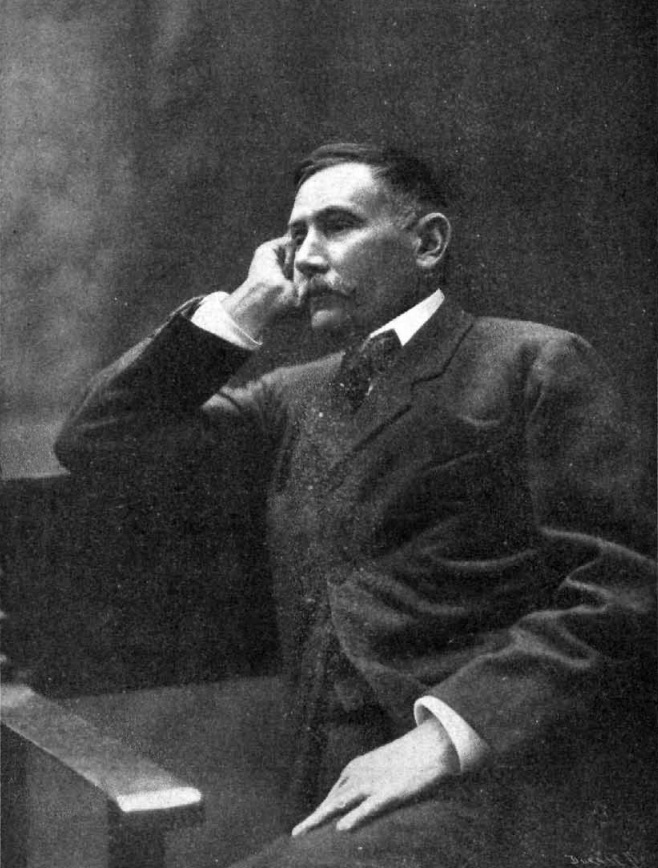
Benito Pérez Galdós
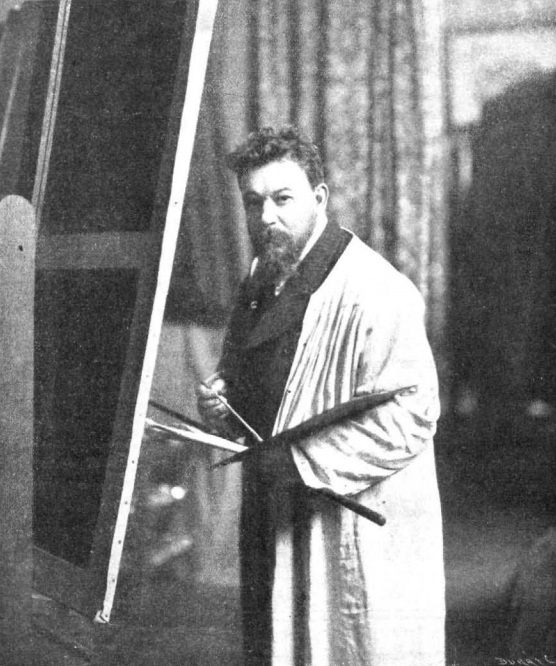
Joaquín Sorolla
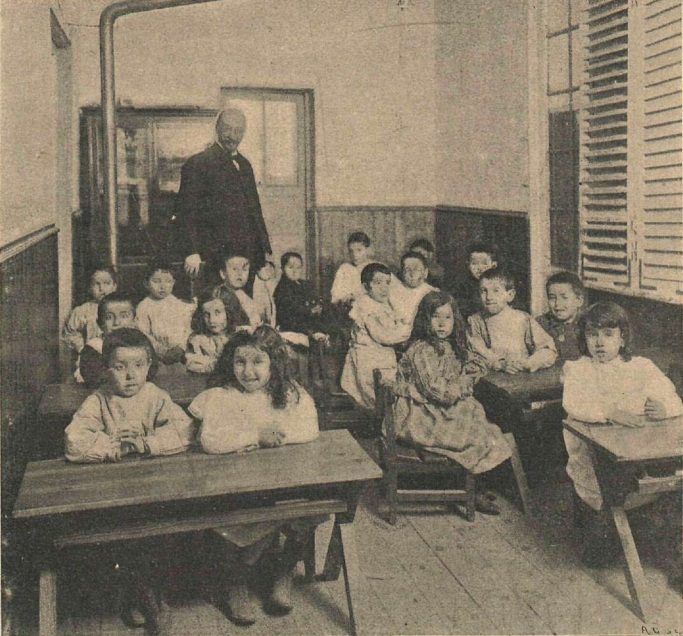
La Canariera, Institución Libre de Enseñanza
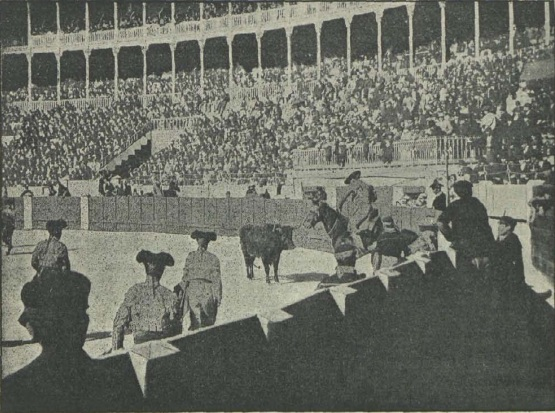
Novillada el 22 de noviembre de 1896 en la plaza de toros de la Fuente del Berro